# 班普拉
班普拉（Bhanpura），是印度中央邦Mandsaur县的一个城镇。总人口16493（2001年）。

## 人口
该地2001年总人口16493人，其中男性8387人，女性8106人；0—6岁人口2207人，其中男1137人，女1070人；识字率70.26%，其中男性为79.55%，女性为60.65%。